# RER
RER (полное официальное название фр. Réseau Express Régional d'Île-de-France, «Сеть экспрессов региона Иль-де-Франс», произносится по французским названиям букв; в максимально возможном в кириллической записи приближении к французской фонетике — «эр-о-э́р»; часто встречающиеся варианты транскрипции «эр-ё-эр» и «рэр» ошибочны) — система скоростного общественного транспорта, обслуживающая Париж и пригороды. Представляет собой объединение пригородных наземных железнодорожных линий (отчасти ранее существовавших, отчасти вновь построенных и реконструированных) и новых, возникших в 1960-е — 1990-е годы, подземных линий в границах Парижа. 
По идеологии система близка к S-Bahn в немецких городах; важной особенностью является активное использование подземных линий в черте города и популярность внутригородских маршрутов, что сближает RER с метро. Кроме того, RER и Парижский метрополитен интегрированы благодаря системе пересадок и оплаты. 
Движение поездов на линиях RER — левостороннее.

## Параметры и загруженность

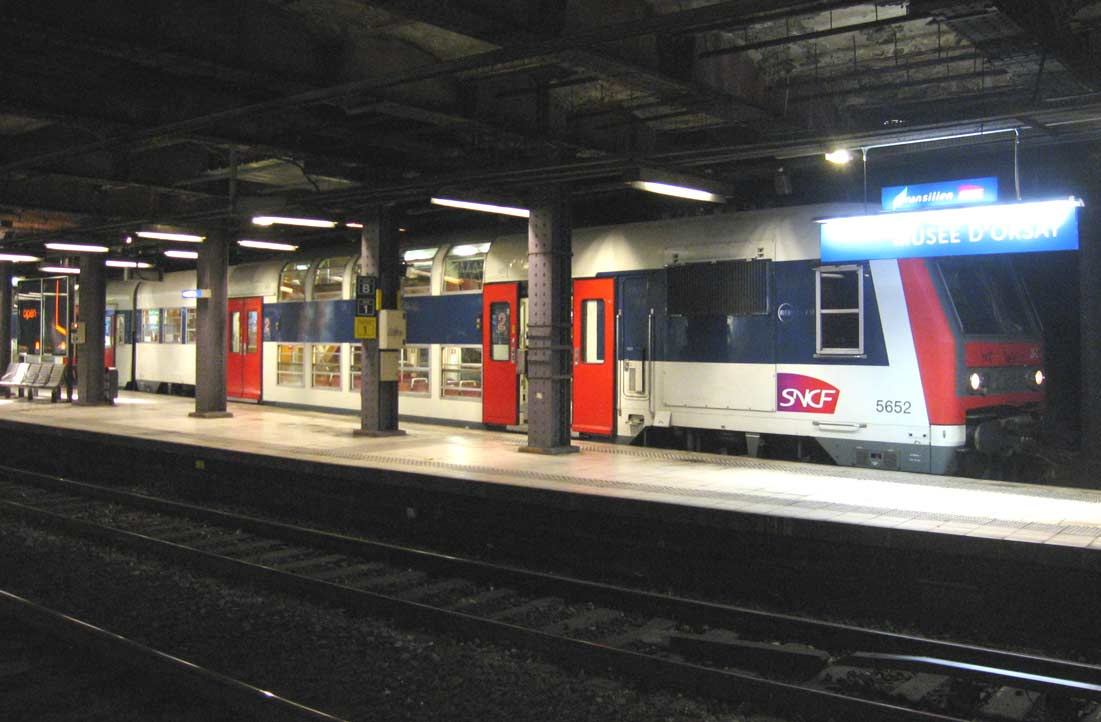
Двухэтажный поезд на станции «Музей Орсе»

Всего в RER 257 станций (в том числе 33 в границах Парижа), длина 616,5 км, в том числе 76,5 км (более 40 станций) под землёй. В год системой пользуется около 780 млн пассажиров или 2,14 млн в день. Достаточно быстро после развития полноценной системы в конце 1970-х — начале 1980-х годов стала очевидной перегрузка системы. На линии A в каждом направлении в час едет 55 тысяч пассажиров — самая высокая цифра в мире за пределами Японии. В 1989 году уменьшены интервалы между поездами, а с 1998 года используются двухэтажные поезда.
Часть линий подчиняется транспортной компании, владеющей также метро (RATP), часть — железной дороге (SNCF), стоимость проезда по линиям обоих типов одинакова. В зависимости от дальности поездки имеется 5 зон оплаты.

## RER и метро
В границах Парижа RER имеет несколько пересадок на метрополитен, в черте города для поездок на нём действуют те же билеты, что и на метро и наземный транспорт (но при пересечении границ города надо покупать отдельный билет). Парижские станции RER расположены существенно реже, чем в метро, имеют, как правило, бо́льшую глубину заложения, а линии гораздо меньше искривлены (по этим параметрам RER ближе, например, к Московскому метрополитену). На многие поездки в пределах города с использованием RER уходит заметно меньше времени, чем на метро.

## История
О торжественном начале строительства было объявлено в июле 1961 г. (первые проекты восходят к 1936 г.), окончательный проект разработан в 1965 г.; при этом название системы долго не было утверждено. Первая очередь («Насьон» — «Буасси-Сен-Леже») была открыта 12 декабря 1969 г., в этот же день появилось и название RER. Но лишь 9 декабря 1977 г. западный и восточный участки Линии A («Насьон» — «Буаси» и «Обер» — «Сен-Жермен-ан-Лэ») соединились под землёй в самом центре Парижа, на станции «Шатле — Ле-Аль», обеспечив пересадку сразу на несколько линий метрополитена; впоследствии на этой станции появился переход ещё на две линии RER — B и D, что сделало Шатле одним из крупнейших пересадочных узлов в мире.
Строительство RER обошлось чрезвычайно дорого; в отличие от метро, которое практически целиком состоит из линий мелкого заложения и надземных участков, линии RER потребовали дорогостоящего глубокого заложения. Лишь на 1973 год в бюджет было заложено 2 миллиарда франков. В ценах 2005 года это 1,37 миллиарда евро (вероятно, эту цифру надо удвоить, так как французская экономика 1970-х годов приносила меньше дохода). Данные затраты не были предметом общественного обсуждения, в отличие от строительства метро в 1900-е годы; решения принимались при закрытых дверях. В ходе постройки отчасти эти затраты были компенсированы путём особого транспортного налога (fr:versement transport), установленного в 1971 году при президенте Жорже Помпиду на предприятия, выигрывающие от строительства RER. В дальнейшем расходы окупились при эксплуатации системы.

## Архитектура

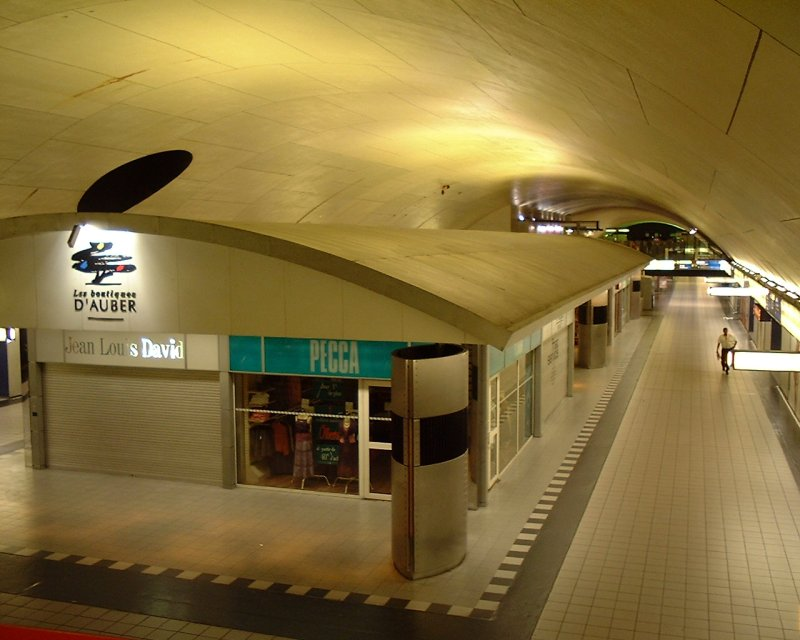
Станция «Обер»

Архитектура станций RER разрабатывалась с учётом традиций парижского метро (хотя в чём-то и отрицает их). Как и в метро, станции — это обычно односводчатые залы без колонн, с боковыми платформами (однако станция «Сен-Мишель-Нотр-Дам» линии B имеет два станционных тоннеля, что для Парижа крайне необычно), не разделёнными по отдельным залам. По сравнению с метро станции RER гораздо более просторны; их называют «станциями-соборами», это одни из самых больших подземных железнодорожных станций в мире.

## Линии

Полная схема системы с указанием зон оплаты

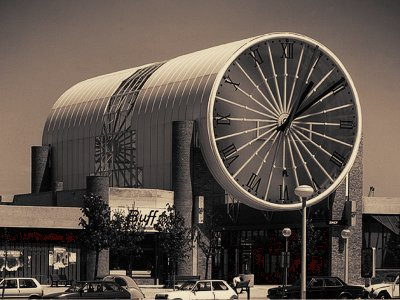
Станция «Сержи-Сен-Кристоф»

В RER пять линий. На всех используется вилочное движение.
- Линия A ориентирована в широтном направлении, проходит в городе через квартал Дефанс, Площадь Шарля де Голля, Лионский вокзал. В восточном направлении две ветки — на Буасси-Сен-Леже и Шесси (где находится парижский Диснейленд), они проходят через Венсенн и Фонтене-су-Буа.
- Линия B идёт с юго-запада на северо-восток, в городе проходит через район бульвара Сен-Мишель и Нотр-Дам, Северный вокзал, имеются пересадки на линии A и D (Шатле-ле-Аль) и C (Сен-Мишель-Нотр-Дам). В северо-восточном направлении, проходя через Сен-Дени (станция у Стад де Франс), Ле Бурже и Дранси, линия разветвляется — одна ветка на аэропорт Шарль де Голль, а другая на Митри. Южное направление обслуживает пригород Аркёй, университетский городок, Фонтене-о-Роз и Сен-Реми-ле-Шеврёз. Станция «Антони» соединена автоматическим метро (Orlyval) с аэропортом Орли.

- Линия C, идущая с севера на юг, имеет много ответвлений и два внутренних контура. На севере обслуживает пригороды Клиши-ла-Гаренн и Нейи-сюр-Сен, конечная станция — Понтуаз. В границах города идёт вдоль Сены по характерной дуге, проходит через Марсово поле, имеет станции у Дома Инвалидов и Музея Орсе, а также у вокзала Аустерлиц. Её южные ветки и кольца обслуживают Исси, Версаль, Иври-сюр-Сен, аэропорт Орли, Сент-Женевьев-де-Буа, Дурдан, Этамп.
- Линия D также идёт с севера на юг и имеет две ветки на южном участке. Конечные станции на юге — Мелен и Мальзерб[фр.], на севере — город Орри и Крей (через Сен-Дени). В городе линия D имеет остановки на Северном и Лионском вокзалах, а также переход на линии A и B в Шатле-ле-Аль.
- Линия E идёт из северной части Парижа (вокзал Сен-Лазар) за город на юго-восток (Турнан[англ.]), одно из ответвлений (на Ганьи[англ.]) в восточном направлении.

## Подвижной состав
Поначалу на линиях использовались те же поезда, что и на пригородных линиях. Так, эксплуатировавшиеся с 1937 года Z 23000 стали использоваться на Линии B, открытой в 1977 году и был снят с эксплуатации только в 1987 году. На линиях RER используются как обычные, так и двухэтажные поезда повышенной вместимости (VB 2N (снят с эксплуатации), MI 2N, MI 09, Z 5600, Z 8800, Z 20500, Z 20900).

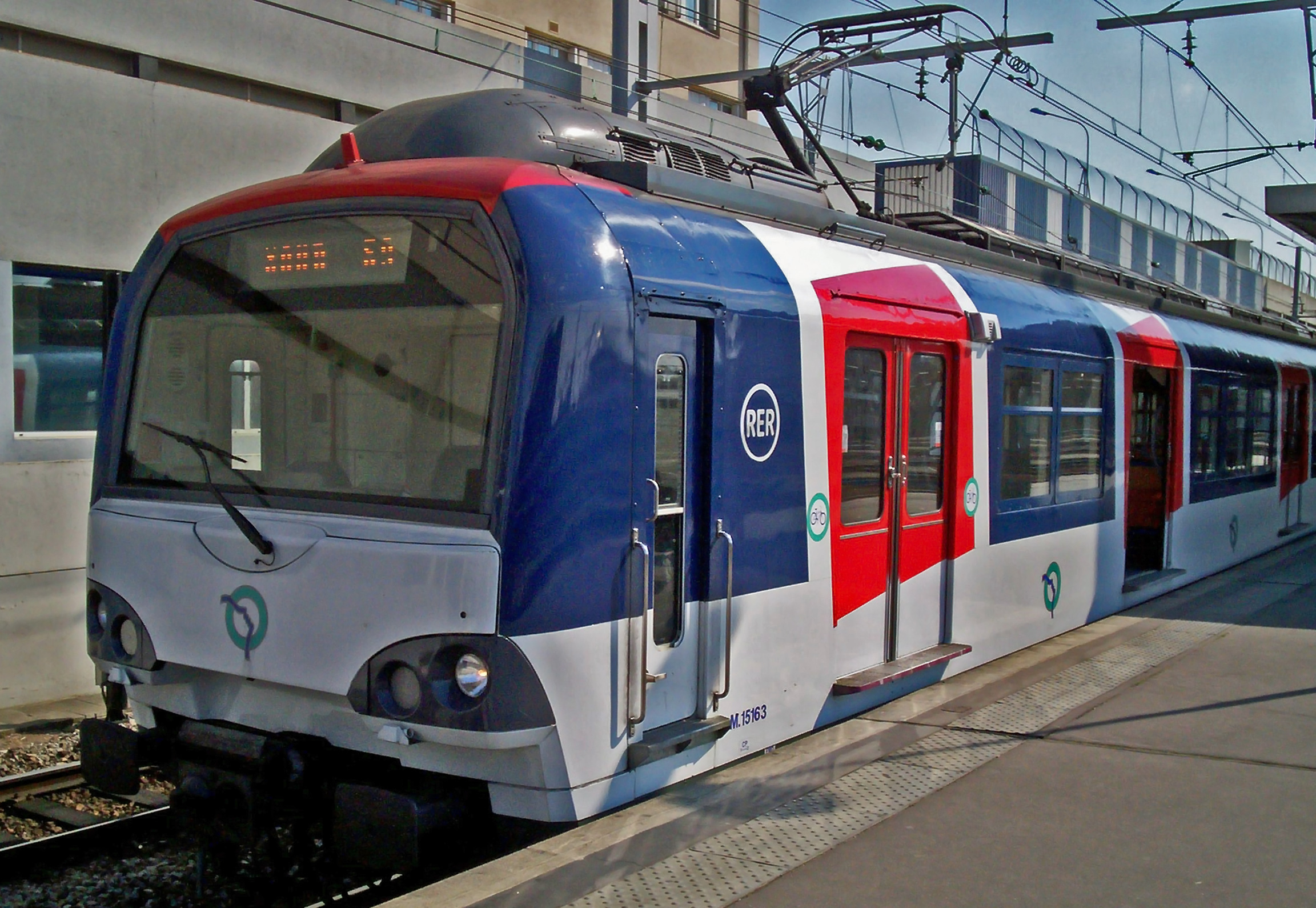
MS 61[англ.] (отремонтированный в 2006-2009) на станции Boissy-Saint-Léger station[англ.]
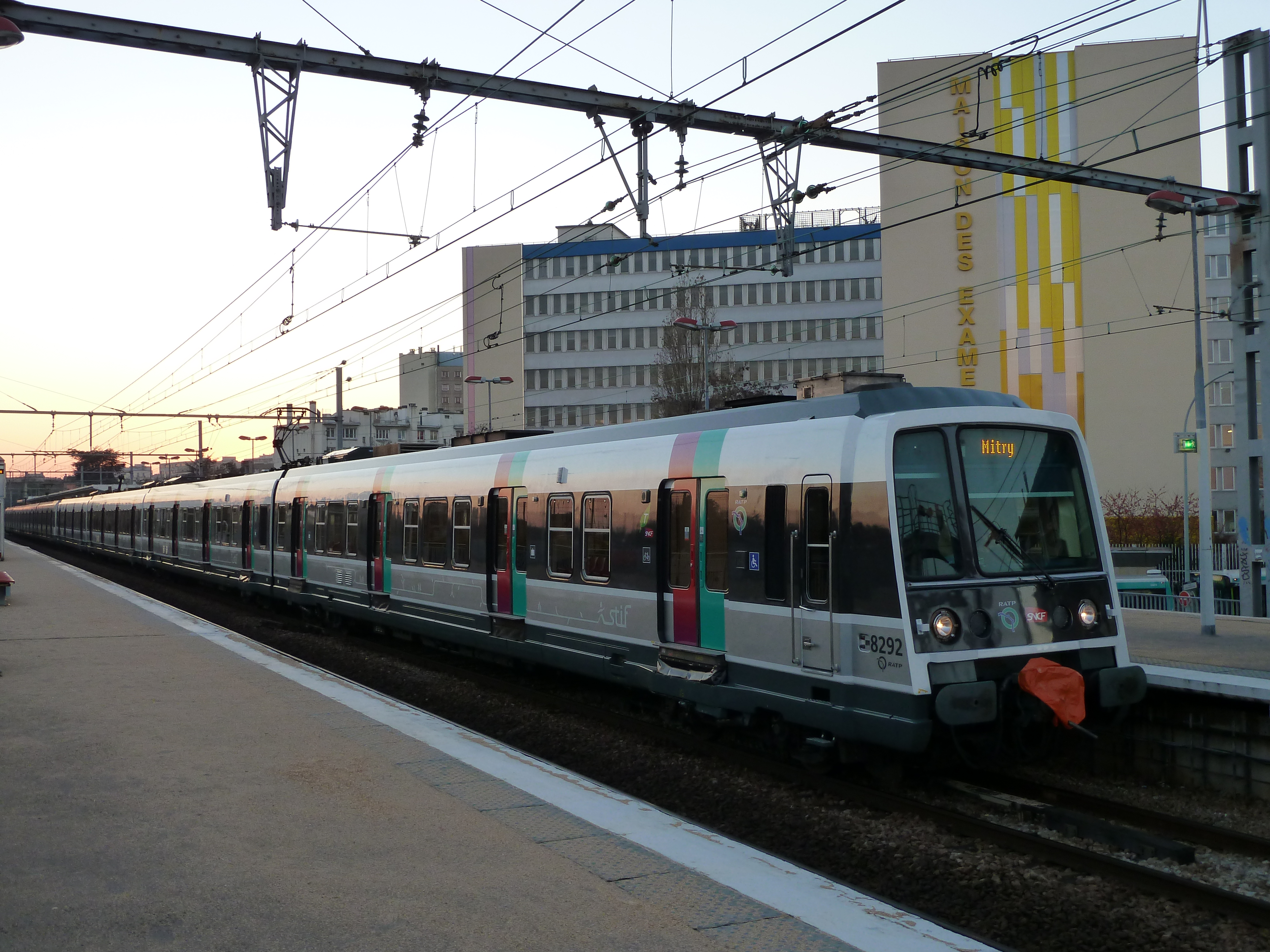
Обновлённый MI 79[англ.]
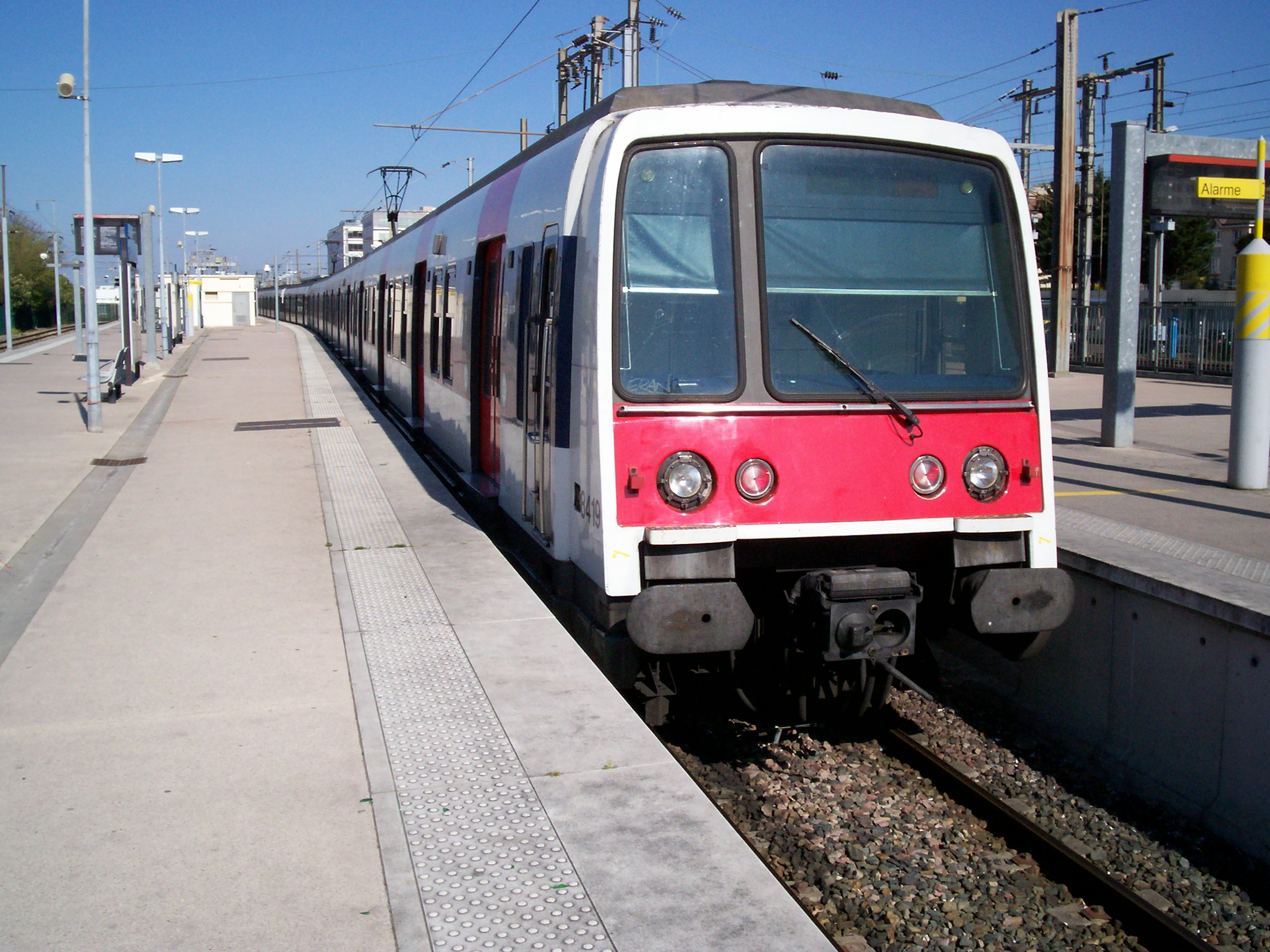
MI 84[англ.] на станции Poissy station[англ.]
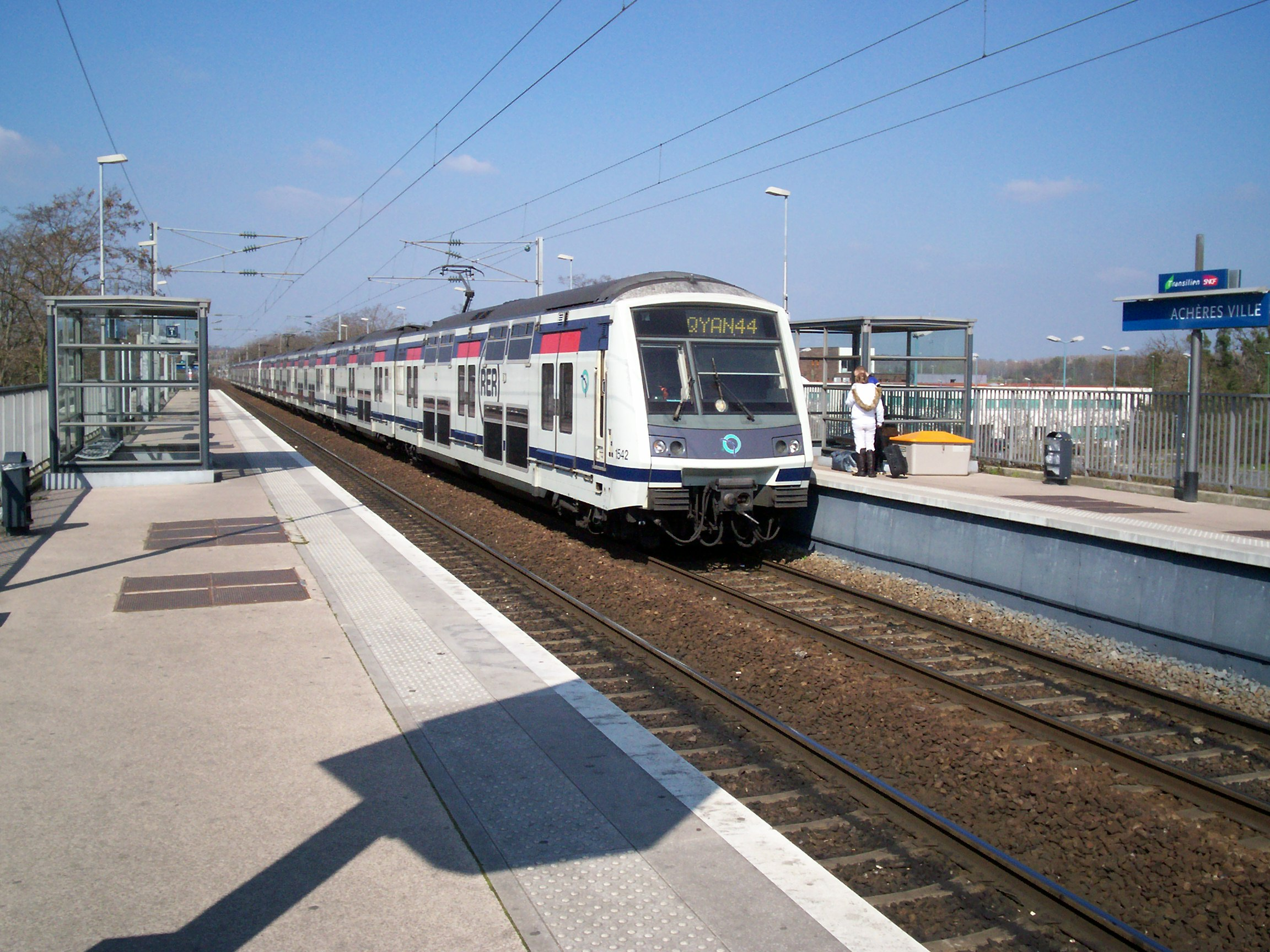
MI 2N на станции Achères-Ville station[англ.]
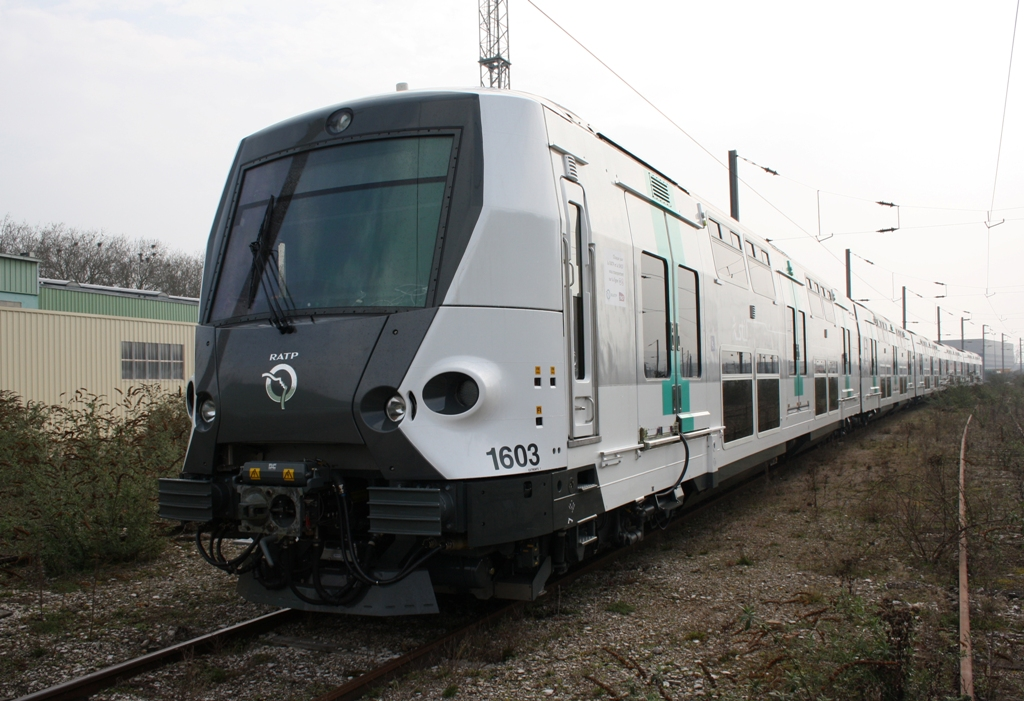
Двухэтажный MI 09
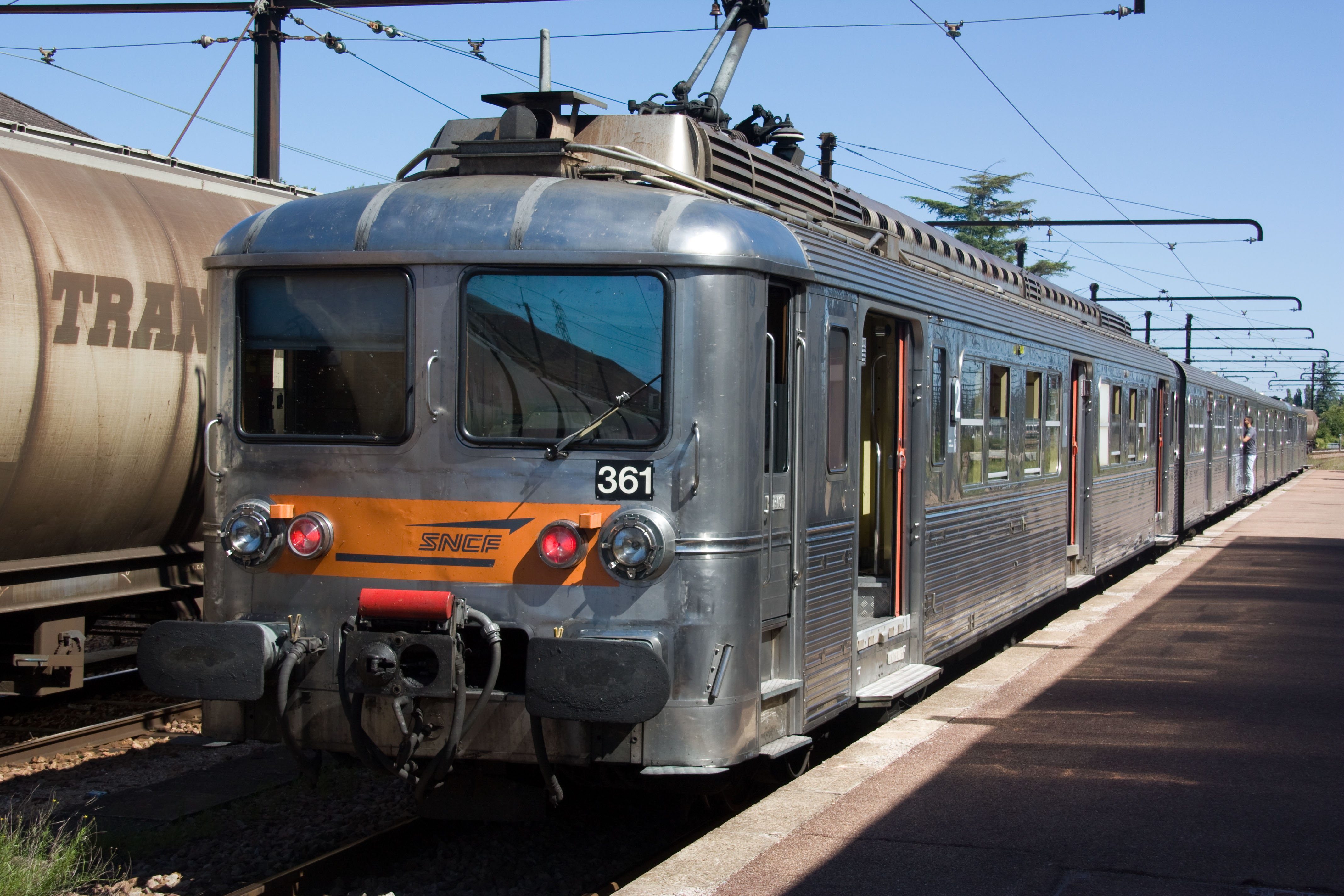
Z 5300
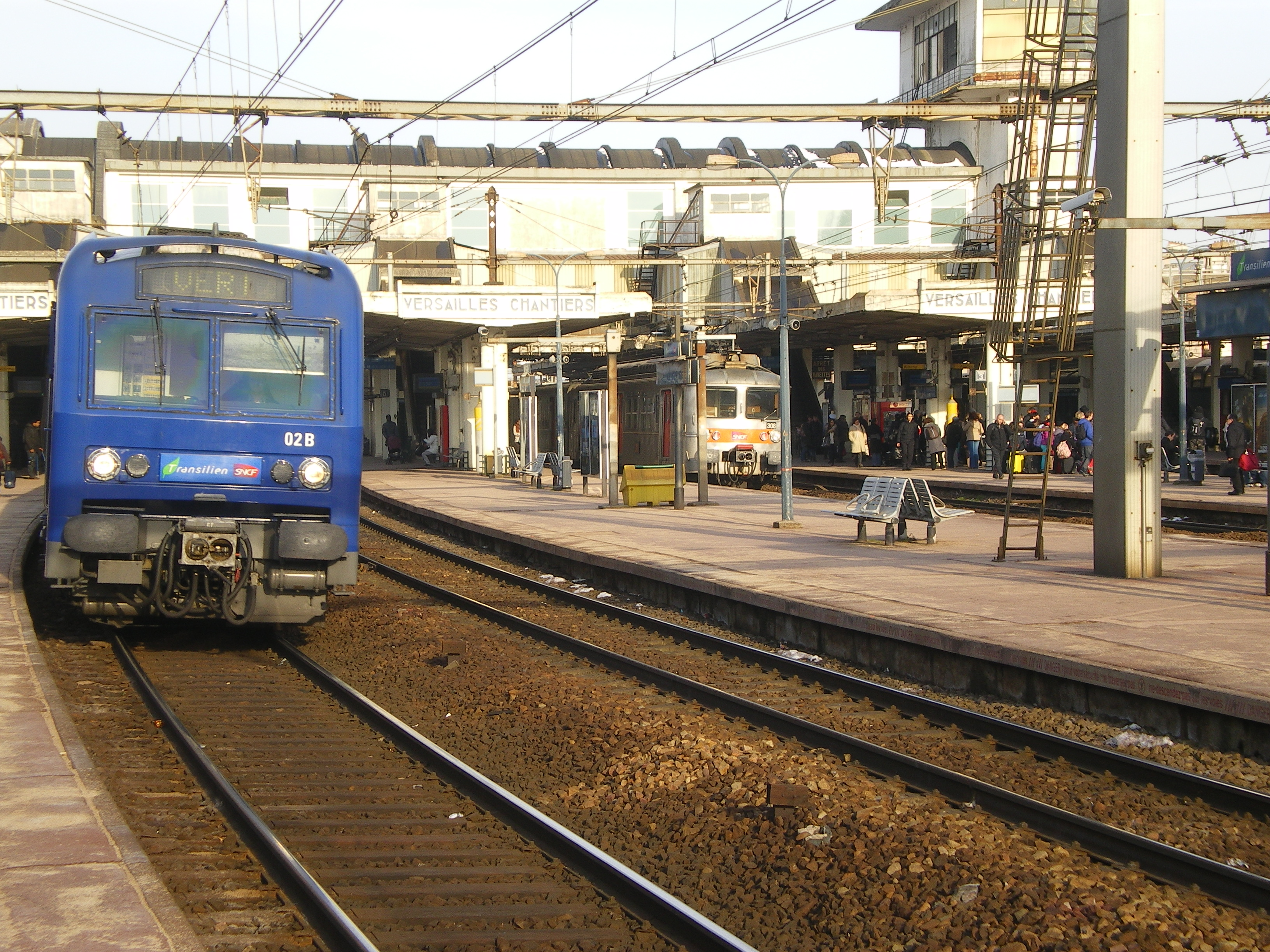
Z 8800 на станции Versailles Chantiers station[англ.]
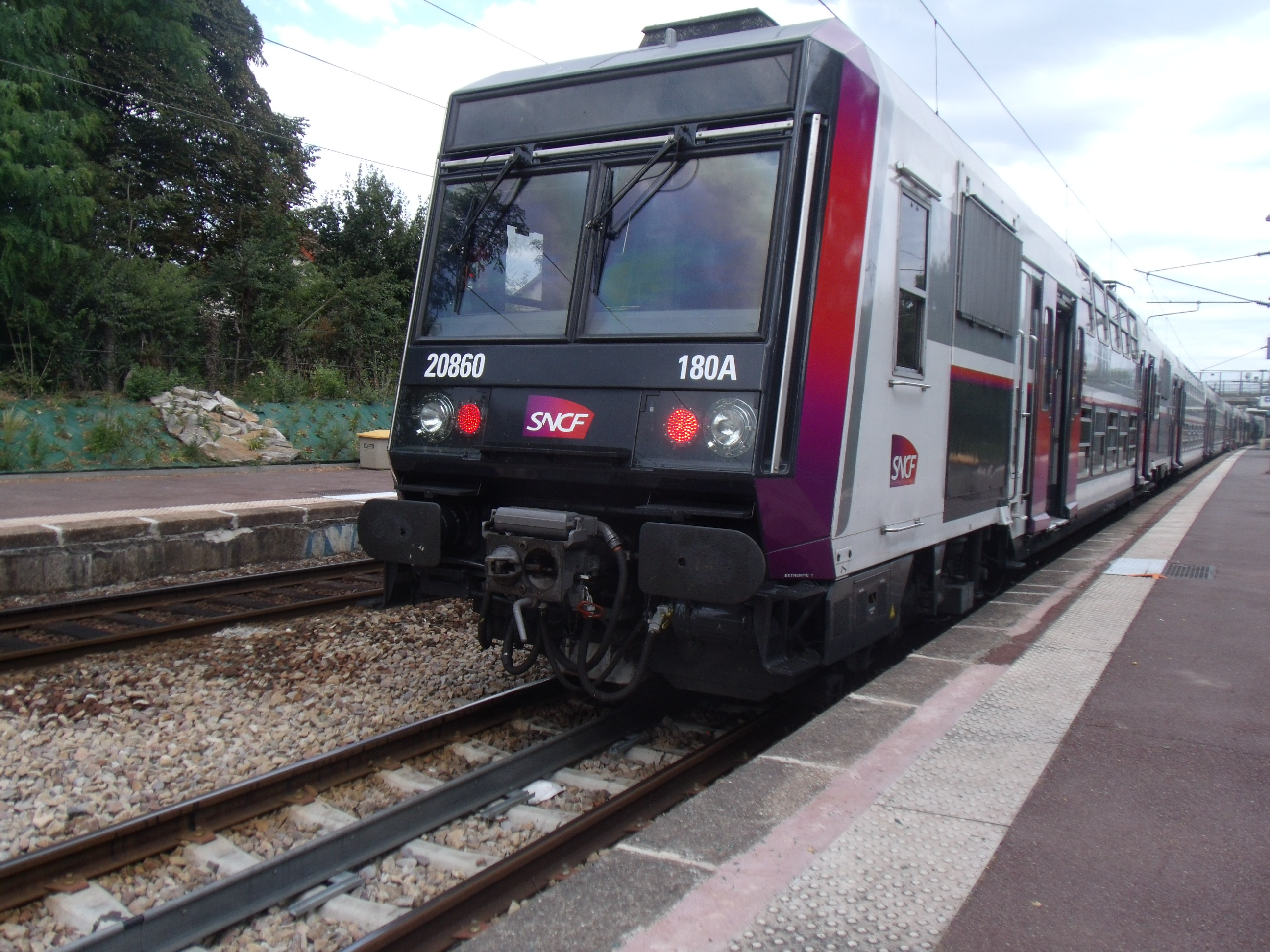
Z 20500 на станции Montigny–Beauchamp station[англ.]
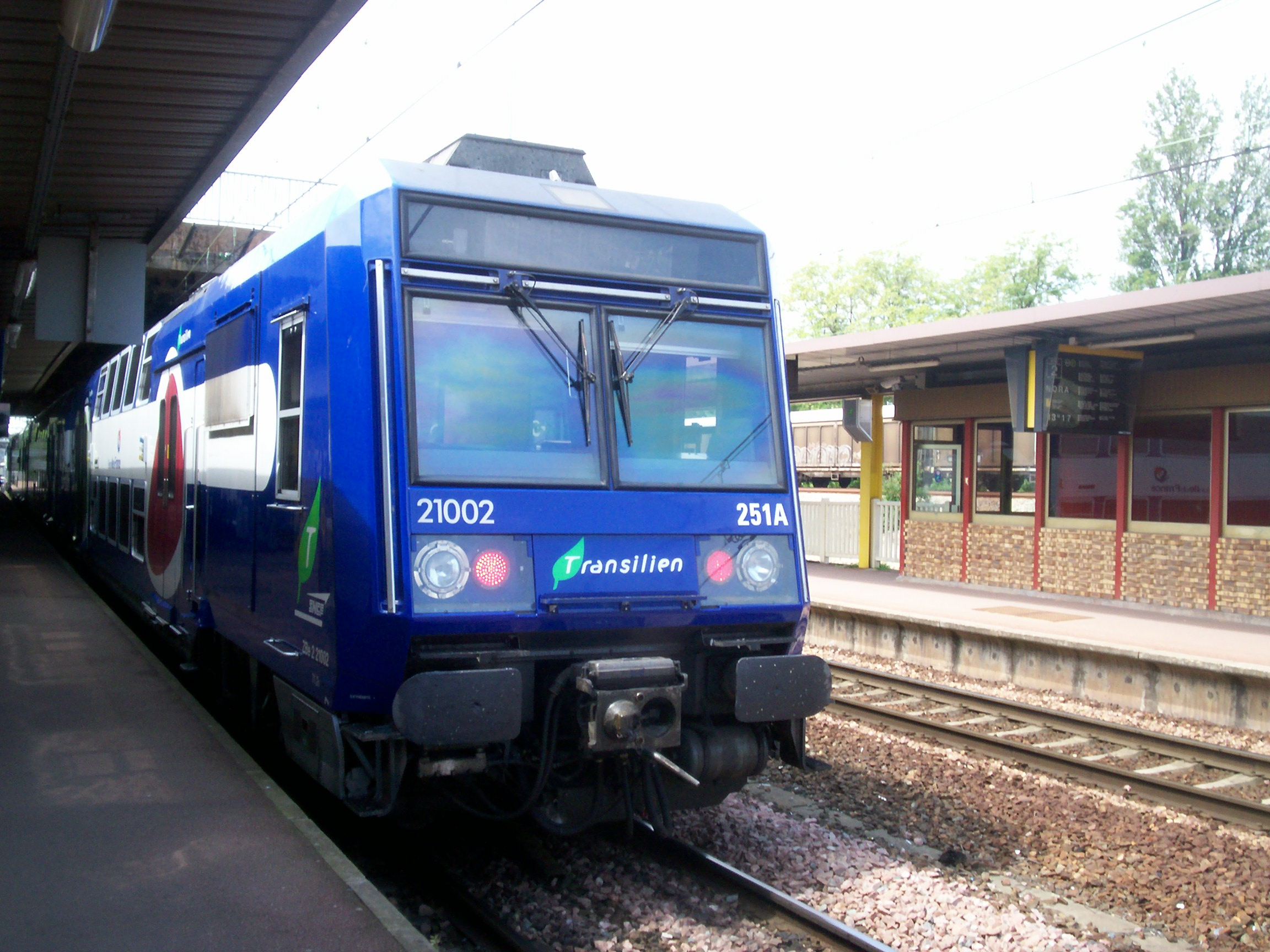
Z 20900 на станции Pont de Rungis–Aéroport d'Orly station[англ.]
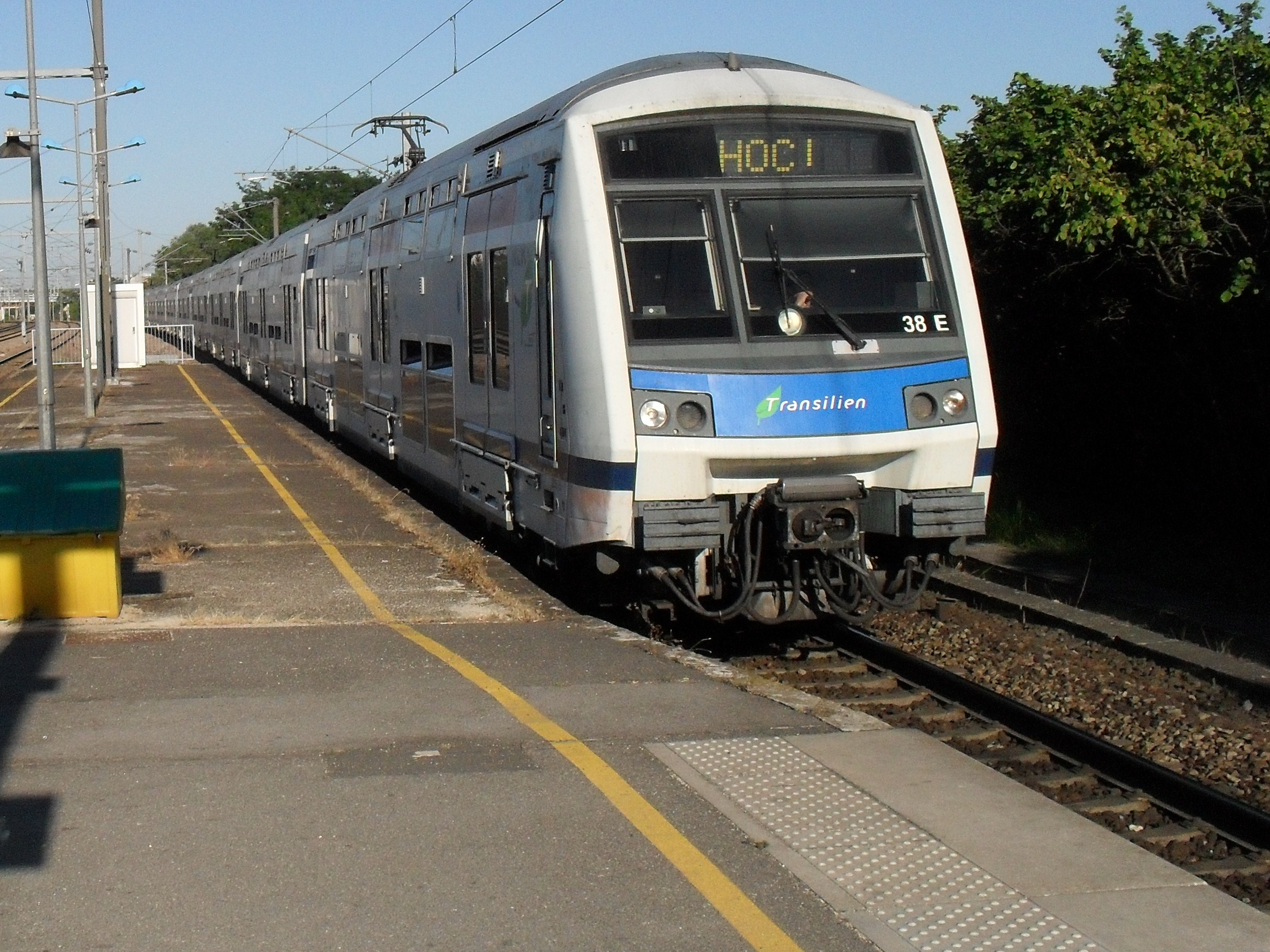
Z 22500[англ.] на станции Chelles–Gournay station[англ.]
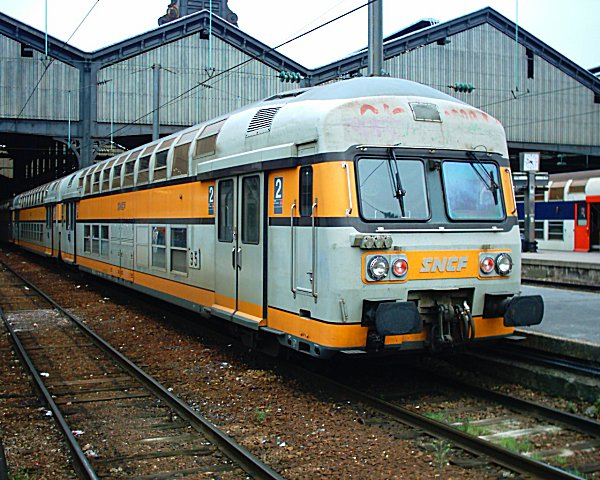
VB 2N — эксплуатировался в 1975—2012 гг.
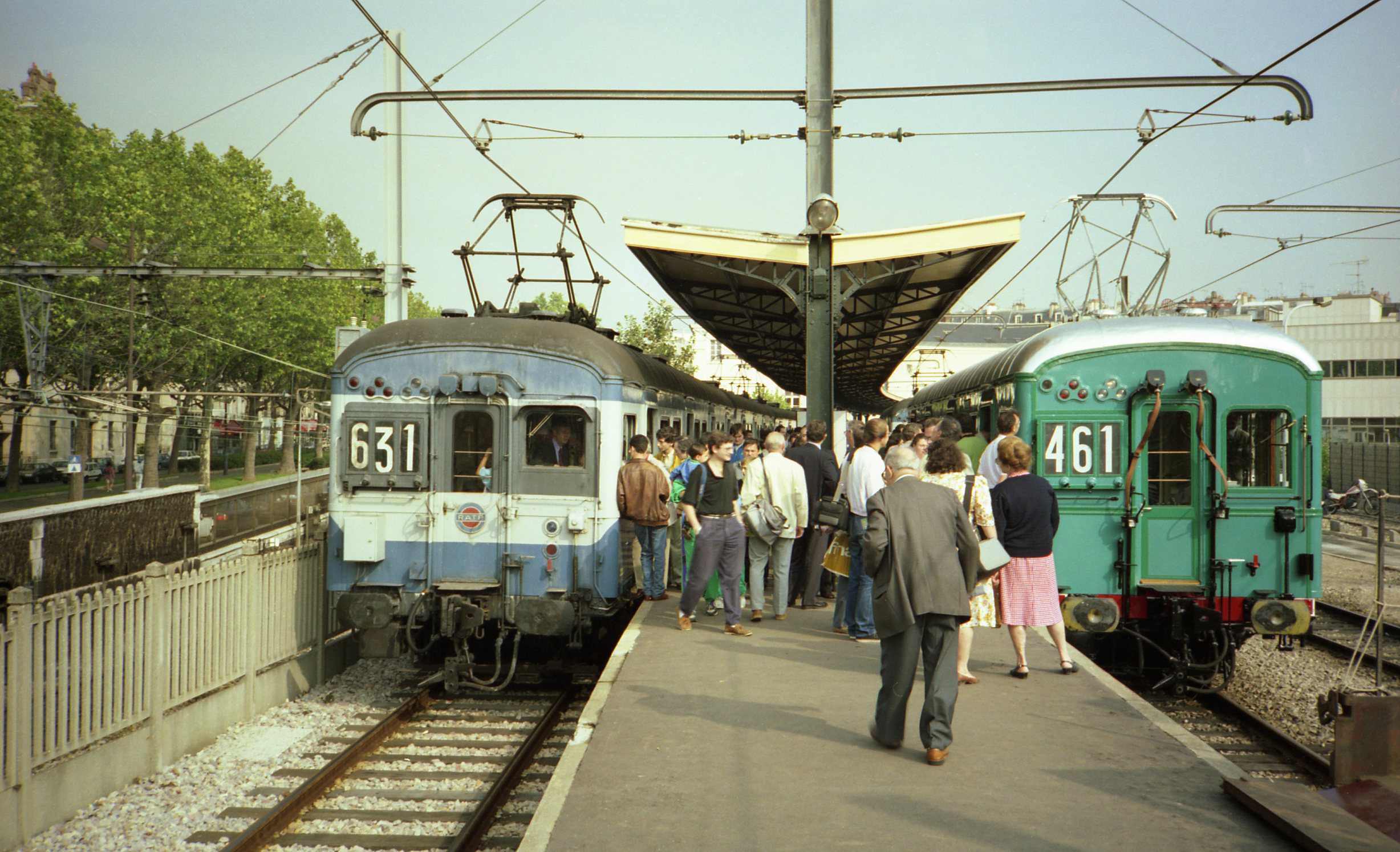
Z 23000[англ.] — эксплуатировался в 1937—1987 гг.